# Дзордзи, Кристиан
Кристиан Дзордзи (итал. Cristian Zorzi; род. 14 августа 1972, Кавалезе) — итальянский лыжник, Олимпийский чемпион, чемпион мира, победитель этапов Кубка мира. Специалист спринтерских гонок. Спортивное прозвище — «Зорро».
В Кубке мира Дзордзи дебютировал в 1993 году, в марте 2000 года одержал свою первую победу на этапе Кубка мира. Всего на сегодняшний день имеет на своём счету 10 побед на этапах Кубка мира, 4 в личных соревнованиях и 6 в командных. Лучшим достижением Дзордзи в общем итоговом зачёте Кубка мира является 7-е место в сезоне 2001-02.
На Олимпиаде-2002 в Солт-Лейк-Сити завоевал серебро в эстафете и бронзу в спринте, кроме того занял 9-е место в гонке на 30 км.
На Олимпиаде-2006 в Турине выиграл золото в эстафете и стал 4-м в спринте.
На Олимпиаде-2010 в Ванкувере показал следующие результаты: эстафета - 9-е место, командный спринт - 8-е место.
За свою карьеру принимал участие в пяти чемпионатах мира, завоевал золото в командном спринте на чемпионате-2007 в Саппоро и серебро в личном спринте на чемпионате-2001 в Лахти.
Использует лыжи производства фирмы Fischer, ботинки и крепления Salomon.